# Hartheim (zámek)
Zámek Hartheim u Alkovenu v Horním Rakousku je renesanční zámek postavený na počátku 17. století. Nejznámější je jako místo zabíjení invalidních a duševně nemocných lidí, práce neschopných vězňů koncentračních táborů a zahraničních nuceně nasazených pracovníků nacisty v období od května 1940 do prosince 1944. Celkem bylo během tohoto období zavražděno oxidem uhelnatým v plynové komoře 30 000 lidí. V roce 2003 bylo na zámku Hartheim otevřeno výukové a pamětní místo na památku obětí nacionálně socialistické eutanazie.